# Triglochin
Triglochin es un género de la familia Juncaginaceae, con alrededor de 18 especies. En Norteamérica hay cuatro (o cinco) especies, dos de las cuales pueden también hallarse en las islas británicas (y en Europa): Triglochin palustris y Triglochin maritima (junco bastardo marino). Australia tiene algunas más.
Su nombre más conocido para el género es junco, aunque realmente no tienen parentesco con los verdaderos juncos.
Las especies de este género son alimento de larvas de algunos Lepidoptera incluyendo a Antitype chi.

## Descripción
Hierbas perennes, erectas, rizomatosas, a veces estoloniferas, y/o con un tuberobulbo engrosado en la base, rodeado de numerosas fibras procedentes de las vainas foliares viejas. Hojas diferenciadas en vaina y limbo, a veces, sobre todo las externas, carentes de limbo; vaina abierta, de márgenes libres, atenuada o truncada en el ápice o bien con los márgenes soldados en el ápice en forma de lígula, ensanchada en la base, membranácea; limbo linear, obtuso, semicilíndrico, trígono o cilíndrico, entero. Inflorescencias en espiga o espiciformes en la antesis y en racimo en la fructificación, multifloras, generalmente varias por tuberobulbo. Flores hermafroditas, trímeras, ebracteadas. Tépalos externos mayores que los internos, ovados, cimbiformes. Androceo con estambres sésiles, cada uno inserto en la axila de un tépalo, los externos mayores que los internos. Gineceo con 6 carpelos, adnados a un eje central, a veces tres de ellos vestigiales; estigma sésil o sobre el estilo muy poco desarrollado, terminal o lateral, subesférico, en cabezuela o elíptico, formado por un cepillo de papilas largas e hialinas. Fruto ovoideo, obcónico, ± cónico, o subcilíndrico, separándose en la madurez desde la base hasta el ápice los mericarpos fértiles, dejando el eje y los carpelos estériles, cuando existen, unidos al pedicelo persistente. Semillas cilíndricas, subcilíndricas, o naviculares, a veces algo arqueadas, lisas o longitudinalmente ruguladas.

## Taxonomía
El género fue descrito por Carlos Linneo y publicado en Species Plantarum 1: 338–339. 1753.

## Especies
- Triglochin alcockiae  - Australia
- Triglochin barrelieri Loisel
- Triglochin maritima
- Triglochin palustris
- Triglochin procera - Australia
- Triglochin striata - Australia